# Slash's Snakepit
Slash's Snakepit est un supergroupe américain de hard rock, créé en 1994 à Los Angeles. Il est à l'initiative de Slash, guitariste de Guns N' Roses.

## Historique
Slash's Snakepit regroupe en son sein plusieurs anciens membres du groupe Guns N' Roses ayant quitté celui-ci durant l'année 1995 : le guitariste solo Slash, le batteur Matt Sorum, et Gilby Clarke.
À ceux-ci se joignent Mike Inez, ex-Alice in Chains, et Eric Dover.
Le style du groupe est typiquement inspiré du rock des années 1970.
It's Five O' Clock Somewhere (1995), leur premier opus, est le fruit du travail que Slash avait fourni pour l'album qui devait succéder à The Spaghetti Incident? (1993) des Guns N' Roses. Le chanteur Axl Rose, qui désirait aboutir à un style plus moderne, refusa catégoriquement d'adopter ces morceaux. Ainsi Slash décida d'en faire un album avec d'autres membres des Guns N' Roses et créa Slash's Snakepit.
Après la sortie de leur second album Ain't Life Grand en 2000, le groupe cesse toute activité en 2002.

## Discographie
- 1995 : It's Five O'Clock Somewhere
- 2000 : Ain't Life Grand